# Hoplosmia padri
Hoplosmia padri är en biart som först beskrevs av Borek Tkalcu 1974. Den ingår i släktet taggmurarbin och familjen buksamlarbin. Inga underarter finns listade i Catalogue of Life.